# Greatest Hits (Geordie)
Greatest Hits è una raccolta in doppio CD dei Geordie, il gruppo che ha lanciato la carriera di Brian Johnson, attuale cantante degli AC/DC. È stata pubblicata nel 2012 dalla Zebra Studio Records. Ha la caratteristica di contenere brani cantati dai tre cantanti che si sono succeduti nella storia del gruppo: Brian Johnson, Dave Ditchburn e Rob Turnbull.

## Tracce

### CD 1
1. All because of you (voce: Brian Johnson)
2. Don't do that (voce: Brian Johnson)
3. No good woman (voce: Dave Ditchburn)
4. Can you do it (voce: Brian Johnson)
5. Goodbye love (voce: Brian Johnson)
6. Black cat woman (voce: Brian Johnson)
7. Oh no! (voce: Rob Turnbull)
8. Sweet little rock'n'roller (voce: Brian Johnson)
9. Time to run (voce: Rob Turnbull)
10. We're all right now (voce: Brian Johnson)
11. No sweat (voce: Rob Turnbull)
12. Red eyed lady (voce: Brian Johnson)
13. She's a lady (voce: Brian Johnson)
14. Natural born loser (voce: Brian Johnson)
15. Strange man (voce: Brian Johnson)
16. Geordie's lost his liggie (voce: Brian Johnson)
17. Look at me (voce: Brian Johnson)
18. Keep on rocking (voce: Brian Johnson)
19. Rock'n'Roll (voce: Rob Turnbull)
20. Ain't it just like a woman (voce: Brian Johnson)
21. Mama's gonna take you home (voce: Brian Johnson)

### CD 2
1. House of the rising sun (voce: Brian Johnson)
2. Geordie stomp (voce: Brian Johnson)
3. Light in my window (voce: Brian Johnson)
4. Treat her like a lady (voce: Brian Johnson)
5. Ten feet tall (voce: Brian Johnson)
6. So you lose again (voce: Rob Turnbull)
7. Give you till monday (voce: Brian Johnson)
8. Ride on baby (voce: Brian Johnson)
9. Ain't it a shame (voce: Dave Ditchburn)
10. Electric lady (voce: Brian Johnson)
11. Old time rocker (voce: Brian Johnson)
12. Going down (voce: Brian Johnson)
13. Save the world (voce: Brian Johnson)
14. Got to know (voce: Brian Johnson)
15. Little boy (voce: Brian Johnson)
16. She's a teaser (voce: Brian Johnson)
17. Move away (voce: Rob Turnbull)
18. Hope you like it (voce: Brian Johnson)
19. You do this to me (voce: Brian Johnson)
20. Francis was a rocker (voce: Brian Johnson)
21. Wonder song (voce: Dave Ditchburn)